# هيكارو أوياما
هيكارو أوياما (باليابانية: 青山ひかる) تارينتو وعارضة إغراء يابانية، ولدت يوم 13 حزيران 1993 في محافظة ناغاساكي.

## أعمالها

### الأداء الصوتي في الألعاب
- ياكوزا 2 (2017).[2]